# Pere (nom)
Pere és un nom propi masculí d'origen llatí. En català medieval era habitual la variant Peire que coincideix amb la forma occitana. Pere és la transcripció literal de l'arameu kefa que significa "pedra" o "roca"; en llatí, petrus (petra), significa "ferm com la pedra".

## Santoral
- 29 de juny
- 28 d'abril

## Variants
Pere és un nom comú mot estès; alguns diminutius són Perico o Peret. En altres idiomes s'anomena:
- Afrikaans: Pieter
- Albanès: Pjetër
- Alemany: Peter, Peer, Petrus(bíblic)
- Amhàric: Petros
- Anglès: Peter, Pete(diminutiu)
- Àrab: بطرس (Boutros)
- Aragonès: Pero, Piero, Pier.
- Armeni: Պետրոս (Bedros en el dialecto occidental, Petros en el dialecte oriental)
- Belarús: Пётр (Piotr), Пятро (Piatro), Пятрусь (Piatruś)
- Búlgar: Петър (Petar)
- Castellà: Pedro
- Coreà: 베드로 (Bedeuro) 페트루스 (Peteuruseu), 피터 (Piteo)
- Còrnic: Peder
- Croat: Petar
- Danès: Peter, Peder, Per, Peer, Pelle
- Eslovac: Peter
- Eslovè: Peter
- Estonià: Peeter
- Euskara: Kepa, Peio, Peru
- Feroès: Pætur, Petur, Per
- Finès: Pekka
- Finlandès: Pietari, Pekka, Petri, Petteri
- Francès: Pierre, Pierrot
- Frisó: Pier
- Gal·lès: Pedr
- Gallec: Pedro
- Grec: Πέτρος (Petros)
- Hebreu: פטרוס (Petros)
- Hindi: Pathrus, Kaunteya
- Hongarès: Péter
- Irlandès: Peadar
- Islandès: Pétur
- Italià: Pietro, Piero
- Japonès: ピーター (Piitaa); en contexto bíblico ペトロ (Petoro), ペテロ (Petero), ペトロス (Petorosu), o ペテロス (Peterosu)
- Konkaní: Pedru
- Llatí: Petrus
- Letó: Pēteris
- Lituà: Petras
- Macedoni: Петар (Petar), Петре (Petre)
- Malaiàlam: Pathrose
- Maltès: Pietru
- Manx: Peddyr
- Neerlandès: Pieter
- Noruec: Peter, Petter, Per
- Occità: Pèire
- Persa: پطرس (Petros)
- Polonès: Piotr, Piotrek, Piotruś (diminutiu)
- Portuguès: Pedro, Pêro (portugués antic), Pedrinho (diminutiu)
- Romanès: Petru, Petre
- Rus: Пётр (Pyotr), Петя (Petya) (diminutiu)
- Serbi: Петар, Petar
- Silesià: Pyjter, Piter
- Suahili: Petero
- Suec: Peter, Per, Pär, Pelle
- Tàmil: Pethuru, Raayappar (bíblic)
- Txec: Petr
- Ucraïnès: Петро (Petró), Петрик (Petryk) (diminutiu), Петрусь (Petrús') (diminutiu)
- Xinès: 彼得 (bi3de2, pite)

En femení: 
- Alemany: Petra
- Croat: Petra, Petrina
- Castellà: Petra
- Francès: Pierrette
- Italià: Piera; Pierina (diminutiu)

## Història
- Sant Pere apòstol (primer Papa). Simó, el fill de Joan, fou elegit per Jesús de Natzaret, i va ser anomenat Cefas, que vol dir pedra, simbòlicament la pedra damunt la qual es fundaria l'església cristiana.

### Dirigents
- Pere I d'Aragó (1094-1104) (de Navarra 1094-1104).
- Pere II d'Aragó (1196-1213).
- Pere III d'Aragó (1276-1285), Pere I de València, fill de Jaume el Conqueridor.
- Pere IV d'Aragó (1336-1387).
- Pere d'Aragó (1429-1466), el contestable de Portugal.
- Pere I de Castella (1343-1369, anomenat el Cruel.
- Pere de Portugal, infant de Portugal, senyor de Mallorca i comte d'Urgell (1229-1231).
- Tsar Pere I de Rússia (1672-1725), anomenat Pere el Gran.
- Tsar Pere II de Rússia.
- Tsar Pere III de Rússia (1728-1796).

### Sants
- Sant Pere, personatge transcendental en la història de l'Església Catòlica; amb Sant Pau, se celebra el 29 de juny.
- Sant Pere, màrtir; se celebra el 3 de gener
- Sant Pere, cardenal; se celebra el 8 de febrer.
- Sant Pere, diaca i màrtir; se celebra el 17 d'abril.
- Sant Pere, bisbe i màrtir; se celebra el 26 d'abril.
- Sant Pere Nolasc.

### Artistes, escriptors, poetes, trobadors
- Pere Quart, poeta català
- Pere Gimferrer, poeta català
- Jordi Pere Cerdà, escriptor, dramaturg, poeta català
- Joan Pere Sunyer, poeta català
- Peret, músic català i gità
- Pere Verdaguer, escriptor català
- Pere Vidal, historiador i bibliògraf nord-català
- Pere Portabella, cineasta
- Pere Salvatge, joglar, trobador català
- Pèire Cardenal, trobador occità
- Pèire Vidal, trobador occità
- Pèire d'Alvernha, trobador occità
- Pèire Godolin, poeta occità (s. XVI-XVII)
- Pèire Bèc, poeta i lingüista occità contemporani
- Pèire Pessamessa, escriptor occità contemporani
- Pèire Lagarda, escriptor occità contemporani

### Personatge de ficció
- Pere i el llop, és un conte musical de Sergei Prokofiev composta el 1933.